# Raheem Sterling
Raheem Shaquille Sterling (Kingston, 8 de dezembro de 1994) é um futebolista jamaicano naturalizado inglês que atua como atacante. Atualmente joga pelo Chelsea.

## Carreira

### Queens Park Rangers
Sterling atuou por sete anos nas categorias de base do Queens Park Rangers, antes de transferir-se para o Liverpool.

### Liverpool
Sterling assinou em fevereiro de 2010 por uma taxa inicial de £ 600.000, mas tal taxa poderia subir para £ 5.000.000, dependendo de quantas aparições ele faz para a equipe de primeira. Ele fez sua primeira aparição pelo time B do Liverpool em um amistoso de pré-temporada contra o Borussia Mönchengladbach, na Alemanha, no dia 1 de agosto de 2010.
Sterling marcou seu primeiro gol pelo time B do Liverpool em um amistoso contra o Hibernian, num empate 2 a 2, saindo do banco e marcar um gol. Depois de todos os amistosos, primeiro Sterling Premier Academy League jogo foi um empate de 2 a 2 contra o Aston Villa. Sua primeira vitória foi da liga em casa para o Bristol City, em uma vitória por 3 a 0 no dia 28 de agosto de 2010. Em 15 de dezembro, Sterling marcou seu primeiro FA Youth Cup meta para a equipe do Liverpool juventude em uma vitória por 4 a 0 sobre Notts County, com Sterling compensação o terceiro. Já no dia 14 de fevereiro de 2011, Sterling marcou cinco gols pelo time B Liverpool em uma vitória por 9 a 0 sobre o Southend United na FA Youth Cup.
No dia 24 de março de 2012, Sterling fez sua estréia no Liverpool de alto nível como substituto num jogo do campeonato contra o Wigan com 17 anos e 107 dias, tornando-se o segundo jogador mais jovem de sempre a jogar para o clube. Sua estréia foi um longo uma esperada, como ele havia apresentado em pré-temporada e fez um progresso excelente nos reservas e academia. Ele fez sua segunda aparição em 1 de maio de novo como um substituto, desta vez contra o Fulham.
Em agosto de 2012, ele fez sua estreia pelo clube nas competições europeias, entrando aos 23 minutos em um jogo de qualificação da Liga Europa contra o Gomel, substituindo Joe Cole em uma vitória fora de casa por 1 a 0. Na semana seguinte, Sterling marcou seu primeiro gol pelo time principal no primeiro tempo de um amistoso contra o Bayer Leverkusen. No dia 23 de agosto de 2012, ele começou seu primeiro jogo como titular pelo Liverpool na Liga Europa, em uma partida de qualificação, perdendo para o Hearts por 1 a 0. Estreou na Premier League três dias depois, num empate de 2 a 2 no Anfield contra o Manchester City. Ele jogou os 90 minutos na derrota para o Arsenal no dia 2 de setembro, e no empate com o Sunderland em 15 de setembro, onde deu uma assistência e foi nomeado homem do jogo. No dia 19 de setembro, Sterling foi um dos garotos das categorias de base que viajaram para a Suíça jogar o Young Boys, em um jogo da fase de grupos da Liga Europa. Ele substituiu Stewart Downing no segundo tempo, e o Liverpool venceu por 5 a 3. Já no dia 20 de outubro, Sterling marcou seu primeiro gol pela equipe do Liverpool aos 29 minutos do primeiro tempo, em uma vitória por 1 a 0 sobre o Reading, com um chute da entrada da área. Como resultado, ele se tornou o segundo jogador mais jovem a marcar pelo Liverpool em um jogo oficial, atrás apenas de Michael Owen.
Em 2014 ele recebeu o prêmio Golden Boy.
No dia 21 de dezembro de 2012, Sterling renovou seu contrato com o Liverpool. Ele marcou seu segundo gol no dia 2 de janeiro de 2013, abrindo o placar na vitória por 3 a 0 contra o Sunderland.

### Manchester City
Em julho de 2015, foi anunciado como novo reforço do Manchester City. Os valores do negócio giram em torno de 49 milhões de libras segundo a Sky Sports, tornando-se aos 20 anos de idade a transferência mais cara entre clubes ingleses e também o jogador inglês mais caro da história. No dia 20 de julho de 2015, Sterling fez sua estreia em um amistoso contra a A.S. Roma e marcou seu primeiro gol logo aos 3 minutos de jogo. Seu primeiro gol oficial pelo Manchester City foi marcado no dia 29 de agosto de 2015 contra o Watford, no Etihad Stadium. Na partida seguinte no seu estádio, fez o seu primeiro hat-trick como profissional na vitória sobre o Bournemouth
Em 13 de julho de 2022 Sterling anunciou sua de saída do Manchester City, depois de sete temporadas defendendo o clube inglês ele anotou 131 gols em 339 partidas e conquistou 11 títulos, dentre eles quatro edições da Premier League.

### Chelsea
Na mesma data em que foi anunciada sua saída do Manchester City o Chelsea informou a contratação do atacante, o jogador assinou contrato com os Blues até 2027 onde time de Londres vai pagar 47,5 milhões de libras (cerca de R$ 320 milhões) pelo atacante.

### Empréstimo ao Arsenal
Em 30 de agosto de 2024, Sterling concordou em se juntar ao Arsenal por empréstimo para a temporada 2024-25.

## Seleção Inglesa
Representou a Inglaterra no Sub-16 e Sub-17. Ele também foi elegível para jogar pela Jamaica, seu país de nascimento, e sua mãe, Nadine afirmou que ela gostaria de vê-lo jogar pela Seleção Jamaicana.
Foi selecionado na Inglaterra convocados para a Copa do Mundo FIFA Sub-17 de 2011. Ele marcou um gol de fora da área na estreia da Inglaterra, em uma vitória por 2 a 0 contra Ruanda, em Pachuca. Ele também marcou contra a Argentina na segunda rodada, em um jogo onde a Inglaterra venceu 4 a 2 nos pênaltis  e fez sua estreia como um substituto durante uma partida contra a Sérvia no dia 16 de outubro. Ele fez sua estreia pela Seleção Principal da Inglaterra no dia 14 de novembro de 2012, em um amistoso contra a Suécia.
No dia 14 de outubro de 2019, em um jogo contra a Bulgária válido pelas eliminatórias da Eurocopa, foi vítima de racismo ao lado do atacante Marcus Rashford. A Inglaterra goleou por 6 a 0 e Sterling declarou após o jogo:
"Sinto pena pela Bulgária ser representada por tais idiotas em seu estádio. De qualquer forma, 6 a 0 e voltamos para casa, pelo menos fizemos o nosso trabalho. Boa viagem para nossos torcedores, vocês fizeram bem."
Em novembro de 2019, não foi convocado para a partida contra Montenegro pelas qualificatórias da Euro 2020, depois de se ter envolvido em confrontos com Joe Gomez após o Manchester City perder do Liverpool pela Premier League.

## Vida pessoal
Sterling cresceu na área Maverley de Kingston e foi criado por sua avó. Aos cinco anos ele emigrou para Londres, Inglaterra com sua mãe. Ele frequentou escola Rainhill alta em Rainhill, Merseyside.
Sterling vive maritalmente com Paige Milian com quem tem dois filhos em 2012 o casal deu as boas-vindas à filha Melody Rose Sterling e depois de 5 anos, eles novamente tiveram um filho Thiago Sterling nascido no ano de 2017.

## Títulos
Manchester City
- Copa da Liga Inglesa: 2015–16, 2017–18, 2018–19, 2019–20 e 2020–21
- Premier League: 2017–18, 2018–19, 2020–21 e 2021–22
- Copa da Inglaterra: 2018–19
- Supercopa da Inglaterra: 2019

### Prêmios individuais
- Golden Boy: 2014[33]
- 88º melhor jogador do ano de 2016 (The Guardian)[34]
- Jogador do mês da Premier League de 2018–19: Novembro de 2018
- Seleção da Liga dos Campeões da UEFA: 2019–20[35]
- Equipe Ideal da Eurocopa: 2020[36]